# Miss Brasil 2008
Miss Brasil 2008 foi a 54ª edição do tradicional concurso de beleza feminino de Miss Brasil, válido para a disputa de Miss Universo 2008. Esta edição foi realizada no dia treze de abril no espaço de eventos "Citibank Hall"  no estado de São Paulo. A mineira eleita Miss Brasil 2007, Natália Guimarães coroou Natálya Anderle do Rio Grande do Sul  ao fim da competição. O concurso foi transmitido pela Band, sob a apresentação da Miss Brasil 1997 Nayla Micherif e do ator Guilherme Arruda. O evento ainda contou com as atrações musicais embaladas por Alexandre Pires, Olodum, Jorge Ben Jor e Gabriel, O Pensador.

## Resultados

### Colocações
| Posição                 | Estado e Candidata |
| ----------------------- | --- |
| Vencedora               | - Rio Grande do Sul - Natálya Anderle |
| 2º. Lugar               | - Ceará - Vanessa Vidal |
| 3º. Lugar               | - Goiás - Cyntia Cordeiro |
| 4º. Lugar               | - São Paulo - Janaína Barcelos |
| 5º. Lugar               | - Minas Gerais - Marina Marques |
| (TOP 10) Semifinalistas | - Espírito Santo - Francielem Riguete - Pará - Bruna Pontes - Paraná - Bronie Alteiro - Rio de Janeiro - Camilla Hentzy - Rio Grande do Norte - Andressa Mello |
| (TOP 15) Semifinalistas | - Distrito Federal - Ludmylla Basthos - Maranhão - Roberta Tavares - Pernambuco - Michelle Fernandes - Piauí - Marinna Lima - Santa Catarina - Gabriela Pinho  |

### Prêmios especiais
A candidata mais votada pelo site do concurso garantiu vaga no Top 15:
| Prêmio              | Estado e Candidata                    |
| ------------------- | ------------------------------------- |
| Miss Simpatia       | - Paraíba - Kayonara Walleska         |
| Miss Voto Popular   | - Ceará - Vanessa Lima Vidal          |
| Melhor Traje Típico | - Distrito Federal - Ludmylla Basthos |

## Resposta Final
Questionada pela jurada Adriana Vásquez sobre à quem a gaúcha recorre em momentos difíceis, a vencedora respondeu:
| “ | Boa noite à todos! É uma satisfação muito grande pra mim poder estar aqui no palco do Miss Brasil, é um sonho realizado, eu estou realmente muito feliz. Em resposta à sua pergunta, primeiramente à Deus, que eu acho que é a força maior e a força suprema do Universo. Temos que acreditar muito nele. E segundo lugar à minha família, que é meu porto seguro e sempre recorro a eles quando preciso de ajuda e depois os meus amigos, pessoas que são muito importantes na minha vida e que me ajudam de todas as formas, desde os mais simples até aqueles que ajudam mais, mais e mais. Eu me considero uma pessoa feliz por ser rodeada de amigos e pessoas de que eu gosto muito. Então eu sempre recorro a eles em momentos difíceis. | ” |

Natálya Anderle, Miss Rio Grande do Sul 2008

## Jurados
Ajudaram a eleger a campeã:
1. Jayme Periard, ator;
2. Miro de Souza, fotógrafo;
3. George Moraes, diretor da Oi;
4. Iara Coelho, Vice-Miss Brasil 2004;
5. Marco Antônio de Biaggi, hair-stylist;
6. Riccardo Morici, promotor de eventos;
7. Peter Dan, presidente da Colgate-Palmolive;
8. Adriane Vásquez, diretora da AMBEV;
9. Márcia Goldschmidt, apresentadora;
10. Ana Elisa Flores, Miss Brasil 1984;
11. Rafaela Zanella, Miss Brasil 2006;
12. Hélio Campos Mello, jornalista;
13. Raul Gil, apresentador;

## Candidatas
Disputaram o título este ano: 
| - Acre - Achemar Souza de Castro - Alagoas - Williana Graziella Siqueira - Amapá - Kamila Katrine Campos Batista - Amazonas - Gabrielle Costa de Souza - Bahia - Daniele Valadão Pinto - Ceará - Vanessa Lima Vidal - Distrito Federal - Ludmylla Costa Basthos - Espírito Santo - Francielem Ramos Riguete - Goiás - Cyntia Cordeiro e Souza - Maranhão - Roberta Ribeiro Tavares - Mato Grosso - Flávia Piana Pereira - Mato Grosso do Sul - Tainara Ferreira da Silva Terenada - Minas Gerais - Marina de Oliveira Marques - Pará - Bruna dos Santos Pontes | - Paraíba - Kayonara Walleska de Macedo Silva - Paraná - Bronie Cordeiro Alteiro - Pernambuco - Michelle Fernandes da Costa - Piauí - Marinna de Paiva Lima - Rio de Janeiro - Camilla Paiva Hentzy - Rio Grande do Norte - Andressa Simone Mello - Rio Grande do Sul - Natálya Alberto Anderle - Rondônia - Maíra Mallmann Lima - Roraima - Emmyllie Daniele Muniz Cruz - Santa Catarina - Gabriela Pinho - São Paulo - Janaína Barcelos de Morais - Sergipe - Karina Aparecida Borges - Tocantins - Kelly Bezerra de Aquino |

## Repercussão

### Audiência
Segundo dados consolidados do Ibope, a audiência da transmissão do Miss Brasil sofreu uma queda em relação à edição anterior, transmitida num sábado. Por ter sido levado ao ar num domingo, o concurso perdeu pontos para concorrentes habituais no horário de exibição como o Fantástico (Rede Globo), Domingo Legal (SBT), Domingo Espetacular (Rede Record) e parte do Pânico na TV e do reality Dr. Hollywood (Rede TV!). Na grande São Paulo, o concurso que elegeu Natálya Anderle  registrou 4.3 pontos de média (na faixa das 20h30 às 23h15) contra 4.5 obtidos com o Miss Brasil do ano anterior, o que representa uma perda de 0.2% de público.